# Cotoneaster conspicuus
Cotoneaster conspicuus là loài thực vật có hoa trong họ Hoa hồng. Loài này được (Messel) Messel mô tả khoa học đầu tiên năm 1934.